# Стивенс, Джули
Джули Стивенс (англ. Julie Stevens; 20 декабря 1936 — 5 декабря 2024) — британская актриса, телеведущая и певица.

## Биография
Стивенс родилась 20 декабря 1936 года в Прествиче. Она получила образование медсестры в Манчестерской королевской лечебнице, после чего начала свою телевизионную карьеру в качестве комедийной актрисы в телешоу «Претендентка на славу». Она была постоянной участницей программ «Play School» и «Play Away», а также исполняла вокальные партии в школьном телесериале «Смотри и читай».
В сезоне 1962—1963 годов она играла Венеру Смит, случайную партнершу Джона Стида в телесериале «Мстители», чередуясь с Кэти Гейл, которую исполняла актриса Онор Блэкман. Она появилась всего в шести эпизодах, и Стивенс обычно не включают в список «Девушек из Мстителей».
В 1964 году Стивенс появилась в британском комедийном фильме «Продолжай Клео», сыграв девушку-рабыню Глорию. Она также появились в детском историческом комедийном сериале «Короли и капуста» (1972).

## Личная жизнь
Она вышла замуж за актера Джона Уайта в январе 1962 года; у них родилось двое детей, но в 1975 году они расстались.
Позже Стивенс была замужем за актером и режиссером Майклом Хаксом с 1981 по 2001 год. Уайт умер от рака костей в 1993 году.
В 2021 году у Стивенс была диагностирована болезнь Паркинсона. Она умерла от этой болезни 5 декабря 2024 года в возрасте 87 лет.